# Al-Alijat
Al-Alijat (arab. العاليات) – wieś w Syrii, w muhafazie Hims. W 2004 roku liczyła 532 mieszkańców.